# Сало, Мика
Ми́ка Ю́хани Са́ло (англ. Mika Juhani Salo, 30 ноября, 1966, Хельсинки) — финский автогонщик, пилот Формулы-1. Лучший результат — второе место на Гран-при Германии 1999 года.

## Этапы спортивной карьеры
Выступал за команды:
- 1994 — Lotus Mugen/Honda
- 1995—1996 — Tyrrell Yamaha
- 1997 — Tyrrell Ford
- 1998 — Arrows Hart
- 1999 — BAR Supertec
- 1999 — Ferrari
- 2000 — Sauber Petronas
- 2002 — Toyota

В 2015 году стал спортивным директором североевропейского формульного чемпионата SMP F4.
В 2015 году принял участие в Российской серии кольцевых гонок, став первым экс-пилотом Формулы-1, стартовавшим на этапе официальных российских соревнований. Выступал на VW Polo Sedan за команду B-Tuning в классе «Национальный». В первом заезде гонщик сошёл, а во втором стал бронзовым призёром, но очков в зачёт Кубка России не получил, так как не имел российской гоночной лицензии.

## Статистика выступлений

### Результаты в Формуле-1
| Год  | Команда                   | Шасси        | Двигатель       | 1        | 2        | 3        | 4        | 5        | 6        | 7        | 8        | 9        | 10       | 11       | 12       | 13       | 14       | 15       | 16       | 17     | Место | Очки |
| ---- | ------------------------- | ------------ | --------------- | -------- | -------- | -------- | -------- | -------- | -------- | -------- | -------- | -------- | -------- | -------- | -------- | -------- | -------- | -------- | -------- | ------ | ----- | ---- |
| 1994 | Team Lotus                | Lotus 109    | Mugen Honda V10 | БРА      | ТИХ      | САН      | МОН      | ИСП      | КАН      | ФРА      | ВЕЛ      | ГЕР      | ВЕН      | БЕЛ      | ИТА      | ПОР      | ЕВР      | ЯПО 10   | АВС Сход |        | 32    | 0    |
| 1995 | Nokia Tyrrell Yamaha      | Tyrrell 023  | Yamaha V10      | БРА 7    | АРГ Сход | САН Сход | ИСП 10   | МОН Сход | КАН 7    | ФРА 15   | ВЕЛ 8    | ГЕР Сход | ВЕН Сход | БЕЛ 8    | ИТА 5    | ПОР 13   | ЕВР 10   | ТИХ 12   | ЯПО 6    | АВС 5  | 15    | 5    |
| 1996 | Tyrrell Yamaha            | Tyrrell 024  | Yamaha V10      | АВС 6    | БРА 5    | АРГ Сход | ЕВР ДСК  | САН Сход | МОН 5    | ИСП ДСК  | КАН Сход | ФРА 10   | ВЕЛ 7    | ГЕР 9    | ВЕН Сход | БЕЛ 7    | ИТА Сход | ПОР 11   | ЯПО Сход |        | 13    | 5    |
| 1997 | Tyrrell                   | Tyrrell 025  | Ford V8         | АВС Сход | БРА 13   | АРГ 8    | САН 9    | МОН 5    | ИСП Сход | КАН Сход | ФРА Сход | ВЕЛ Сход | ГЕР Сход | ВЕН 13   | БЕЛ 11   | ИТА Сход | АВТ Сход | ЛЮК 10   | ЯПО Сход | ЕВР 12 | 17    | 2    |
| 1998 | Danka Zepter Arrows       | Arrows A19   | Arrows V10      | АВС Сход | БРА Сход | АРГ Сход | САН 9    | ИСП Сход | МОН 4    | КАН Сход | ФРА 13   | ВЕЛ Сход | АВТ Сход | ГЕР 14   | ВЕН Сход | БЕЛ НС   | ИТА Сход | ЛЮК 14   | ЯПО Сход |        | 13    | 3    |
| 1999 | British American Racing   | BAR 01       | Supertec V10    | АВС      | БРА      | САН 7    | МОН Сход | ИСП 8    | КАН      | ФРА      | ВЕЛ      |          |          |          |          |          |          |          |          |        | 10    | 10   |
| 1999 | Scuderia Ferrari Marlboro | Ferrari F399 | Ferrari V10     |          |          |          |          |          |          |          |          | АВТ 9    | ГЕР 2    | ВЕН 12   | БЕЛ 7    | ИТА 3    | ЕВР Сход | МАЛ      | ЯПО      |        | 10    | 10   |
| 2000 | Red Bull Sauber Petronas  | Sauber C19   | Petronas V10    | АВС ДСК  | БРА НС   | САН 6    | ВЕЛ 8    | ИСП 7    | ЕВР Сход | МОН 5    | КАН Сход | ФРА 10   | АВТ 6    | ГЕР 5    | ВЕН 10   | БЕЛ 9    | ИТА 7    | США Сход | ЯПО 10   | МАЛ 8  | 11    | 6    |
| 2002 | Panasonic Toyota Racing   | Toyota TF102 | Toyota V10      | АВС 6    | МАЛ 12   | БРА 6    | САН Сход | ИСП 9    | АВТ 8    | МОН Сход | КАН Сход | ЕВР Сход | ВЕЛ Сход | ФРА Сход | ГЕР 9    | ВЕН 15   | БЕЛ 7    | ИТА 11   | США 14   | ЯПО 8  | 17    | 2    |

### Результаты в серии CART
| Год  | Команда   | 1   | 2   | 3   | 4   | 5   | 6   | 7  | 8   | 9   | 10  | 11  | 12  | 13  | 14  | 15     | 16    | 17    | 18     | 19     | Место | Очки |
| ---- | --------- | --- | --- | --- | --- | --- | --- | -- | --- | --- | --- | --- | --- | --- | --- | ------ | ----- | ----- | ------ | ------ | ----- | ---- |
| 2003 | PK Racing | STP | MTY | LBH | BRH | LAU | MIL | LS | POR | CLE | TOR | VAN | ROA | MDO | MTL | DEN 14 | MIA 3 | MXC 5 | SRF 11 | FON NH | 16    | 26   |

### Результаты в серии GT1 World Championship
| Год  | Команда         | Автомобиль         | 1           | 2         | 3      | 4      | 5         | 6         | 7      | 8      | 9      | 10     | 11        | 12        | 13     | 14     | 15     | 16     | 17     | 18     | 19     | 20     | Место | Очки |
| ---- | --------------- | ------------------ | ----------- | --------- | ------ | ------ | --------- | --------- | ------ | ------ | ------ | ------ | --------- | --------- | ------ | ------ | ------ | ------ | ------ | ------ | ------ | ------ | ----- | ---- |
| 2010 | Mad-Croc Racing | Chevrolet Corvette | ABU QR Сход | ABU CR 15 | SIL QR | SIL CR | BRN QR 19 | BRN CR 12 | PRI QR | PRI CR | SPA QR | SPA CR | NÜR QR 15 | NÜR CR 23 | ALG QR | ALG CR | NAV QR | NAV CR | INT QR | INT CR | SAN QR | SAN CR | 52    | 0    |

### Результаты выступлений вРСКГ
| Год  | Команда  | Класс        | Автомобиль    | 1     | 2     | 3     | 4     | 5     | 6     | 7     | 8     | 9     | 10    | 11    | 12    | 13         | 14      | Место | Очки |
| ---- | -------- | ------------ | ------------- | ----- | ----- | ----- | ----- | ----- | ----- | ----- | ----- | ----- | ----- | ----- | ----- | ---------- | ------- | ----- | ---- |
| 2015 | B-Tuning | Национальный | VW Polo Sedan | НИЖ 1 | НИЖ 2 | СМО 1 | СМО 2 | СОЧ 1 | СОЧ 2 | КАЗ 1 | КАЗ 2 | СМО 1 | СМО 2 | MRW 1 | MRW 2 | КАЗ 1 Сход | КАЗ 2 3 | — *   | — *  |

* Очки в зачёт Кубка России не получил, так как не имел российской гоночной лицензии.